# Cora Laparcerie
Cora Laparcerie   (Morcens, 9 de novembre de 1875 - 16è districte de París, 20 d'agost de 1951) nom artístic de Marie-Caroline Laparcerie, va ser una artista, poeta i directora teatral francesa.

## Biografia
Filla de Victor Laparcerie i de Victorine Guillaume, Cora Laparcerie és descoberta per l'actor Benoît-Constant Coquelin i comença la seva carrera al teatre del Odéon a París l'any 1896, abans de disposar-se a recórrer el món.
Es casa el 6 de maig de 1901 amb el poeta Jacques Richepin, les obres del qual interpreta a l'escena. Directora de diversos teatres parisencs, sobretot el Théâtre des Bouffes-Parisiens (1907-1913), le Théâtre de la Renaissance (1913-1928), le Théâtre Mogador (1923-1924) i la Scala, crea l'any 1920 l'obra Mon home, de Francis Carco. La cançó que dona títol a l'espectacle, composta per Albert Willemetz i Maurice Yvain, esdevindrà un immens èxit en la interpretació de Mistinguett.
L'any 1926, rep la legió d'honor de les mans d'Édouard Herriot, llavors ministre de la instrucció pública, però cau greument malalta i ha d'aturar la seva carrera teatral. Continua lligada al teatre, esdevé cronista a la revista Comœdia i crea el teatre radiofònic el juny de 1935 interpretant a Ràdio-París La Vraie Carmen.
André Freull n'ha escrit l'any 1901ː
Realment van ser els "dissabtes populars" els que li van donar la glòria. Estimava els versos amb bogeria i, per tant, els sabia dir. La seva veu ardent i matisada va captivar els espectadors que l'aclamaven. Aviat es va convertir en la musa dels joves literaris.
Morí a París el 28 d'agost de 1951 a 75 anys i fou inhumada a la capella familiar dels Richepin, a l'illa Tristan, a Douarnenez, al sud-oest de Bretanya, un lloc freqüentat pel tot-París de l'època, al costat del seu marit, el seu fill i la seva filla Miarka.

## Carrera teatral
Com a actriu
- Don Joan de Mañara, drama en quatre actes i 5 quadres d'Edmond Haraucourt, Odéon-Teatre d'Europa, 8 de març de 1898
- Aert, peça en tres actes de Romain Rolland, Nouveau-Théâtre, 3 de maig de 1898
- Déjanire, tragèdia lírica de Camille Saint-Saëns, llibret de Louis Gallet, Théâtre des Arènes a Béziers, 28 d'agost de 1898
- Fausta, peça en quatre actes de Paul Sonniès, Nouveau Théâtre, 16 de maig de 1899
- Prometeu, tragèdia lírica en tres actes de Jean Lorrain i Ferdinand Hérold, música de Gabriel Fauré, amb un pròleg simfònic de Camille Saint-Saëns, al théâtre des Arènes a Béziers, 26 d'agost de 1900.[5]
- La Cavalière, comèdia en cinc actes de Jacques Richepin, teatre Sarah-Bernhardt, 27 de gener de 1901
- Les Princeses de llegenda, espectacle poètic de Jean Lorrain, Odéon-Teatre d'Europa, 10 de febrer de 1900
- Cyrano de Bergerac, comèdia heroica en cinc actes d'Edmond Rostand, teatre de la Gaîté, 2 de febrer de 1904 : Roxane
- Sainte-Roulette, peça en quatre actes de Jean Lorrain i Gustave Coquiot, teatre Théâtredes Bouffes du Nord, 10 de desembre de 1904
- La Marjolaine, peça en cinc actes de Jacques Richepin, música d'escena de Tiarko Richepin, teatre de la Porte-Sant-Martin, 20 d'abril de 1907
- Lysistrata, peça en quatre actes de Maurice Donnay, teatre Théâtre des Bouffes-Parisiens, 1909
- Gaby, comèdia en tres actes de Georges Thurner, teatre des Bouffes-Parisiens, 1910
- Xantho chez les courtisanes, comèdia en tres actes de Jacques Richepin, música d'escena de Xavier Leroux, teatre des Bouffes-Parisiens, 17 de març de 1910
- Madame l'Amirale, comèdia en tres actes d'Antony Mart i Henri Lyon, teatre des Bouffes-Parisiens, 1911
- La Revue des X, revista en 25 quadres de Gaston Arman de Caillavet, Romain Coolus, Francis de Croisset, Albert Guinon, Max Maurey i Jacques Richepin, teatre des Bouffes-Parisiens, 24 de desembre de 1911
- Les Maris de Léontine, comèdia en tres actes d'Alfred Capus, teatre des Bouffes-Parisiens, 1912
- Agnès, dame galante, comèdia en quatre actes d'Henri Cain i Louis Payen, música d'escena d'Henri Febrer, teatre des Bouffes-Parisiens, 1912
- La Cote d'amour, comèdia en tres actes de Romain Coolus, teatre des Bouffes-Parisiens, 1912
- L'Homme riche, comèdia en tres actes de Jean-José Frappa i Dupuy-Mazuel, teatre, 1914 (escenificació)
- Molière et son ombre, de Jacques Richepin, teatre del Renaixement, 1922[6]
- Voulez vous être ma femme, de Jacques Richepin, al Casino de Lió, comèdia en 3 actes, 1926[7]

Com a directora teatral
- Xantho chez les courtisanes, text de Jacques Richepin; música de Xavier Leroux, escenificació de Cora Laparcerie, amb Arletty al Théâtre des Nouveautés Théâtre des Nouveautés, 1932.[8]

## Obra
Obra publicada
- J'aime, recull poètic (1924)
- Le Livre de raison, recull d'articles apareguts a Comœdia entre 1933 i 1935
- Amour redoutable et divin, recull poètic (1950)

Teatre
- La vraie Carmen, peça radiofònica en tres parts (1935)
- La Maison menacée, peça radiofònica en tres actes i 6 quadres inspirada en la novel·la de Carlos Larronde (1939)

Melodies
- Et vous ne verrez pas nos larmes, música de Léo Pouget (1915)
- Savoir la vérité, música d'Hippolyte Ackermans (1933)

## Galeria d'imatges

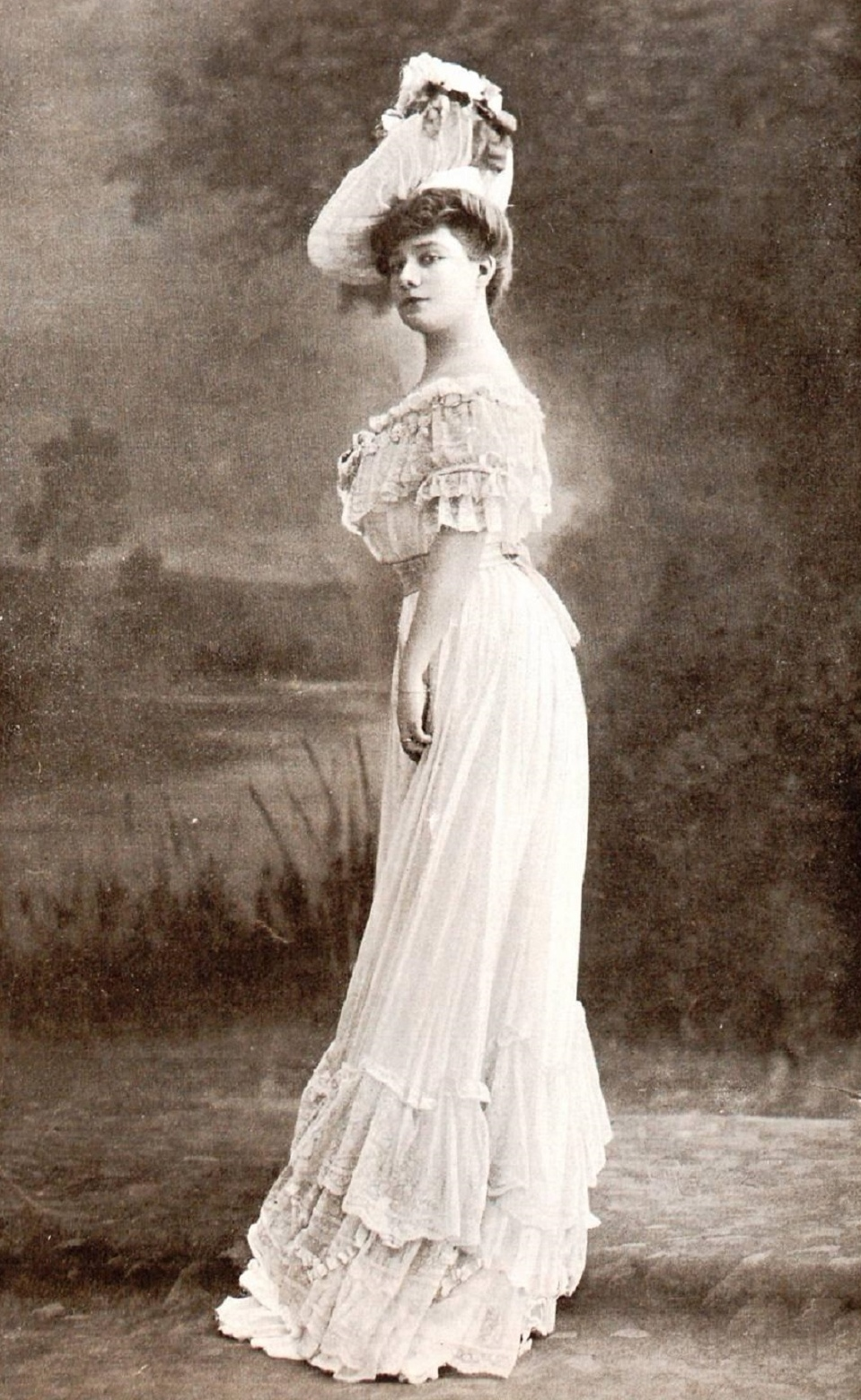
Cora Laparcerie en una foto de Charles Reutlinger
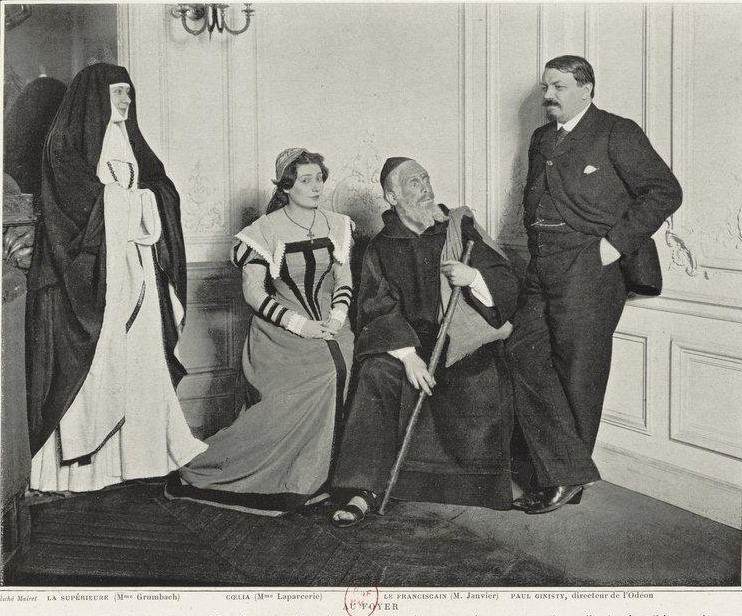
Cora Laparcerie a Don Juan de Menara el 1898
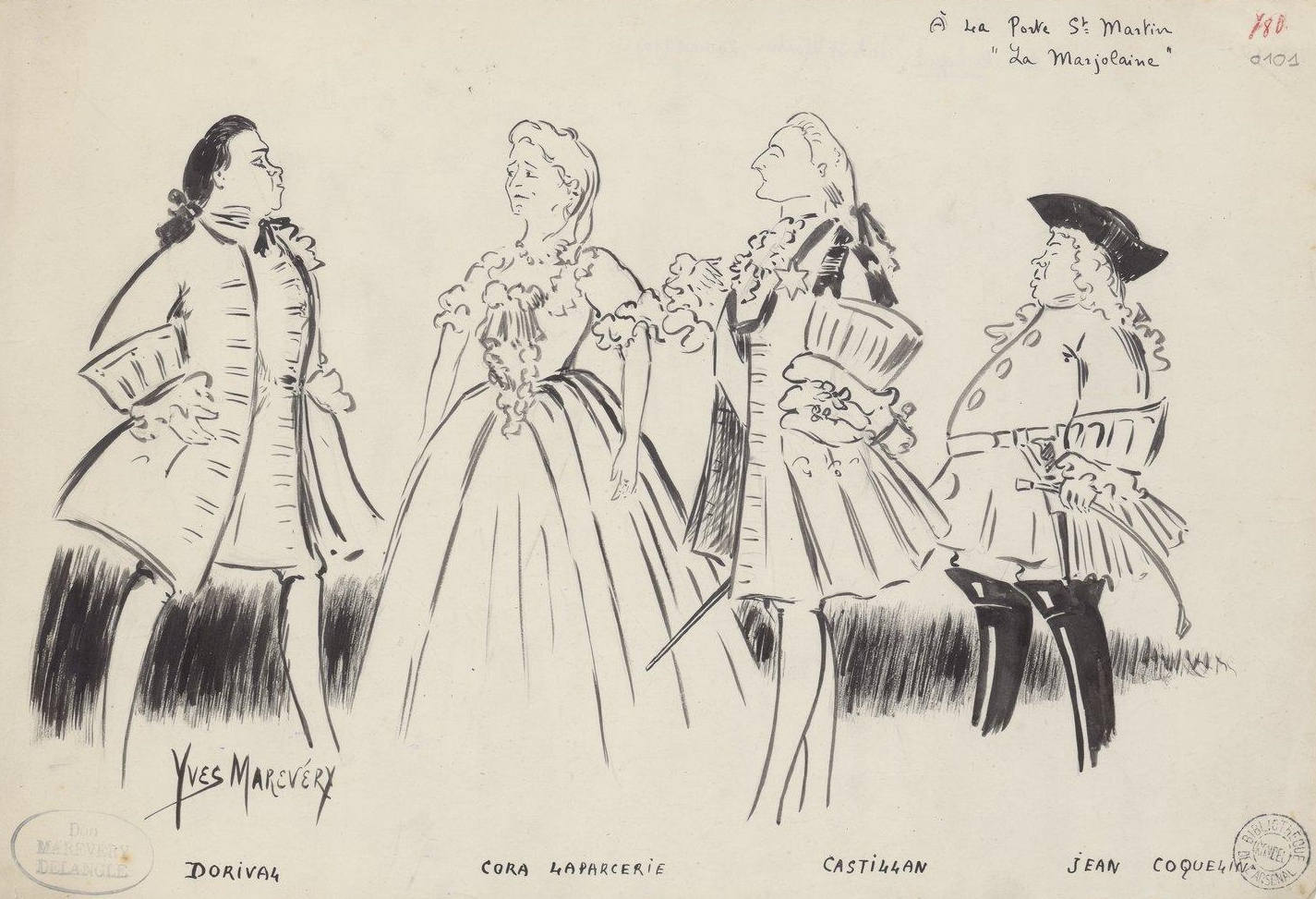
Cora Laparcerie el 1907 a La Marjolaine, de Jacques Richepin, al théâtre de la Porte-Saint-Martin
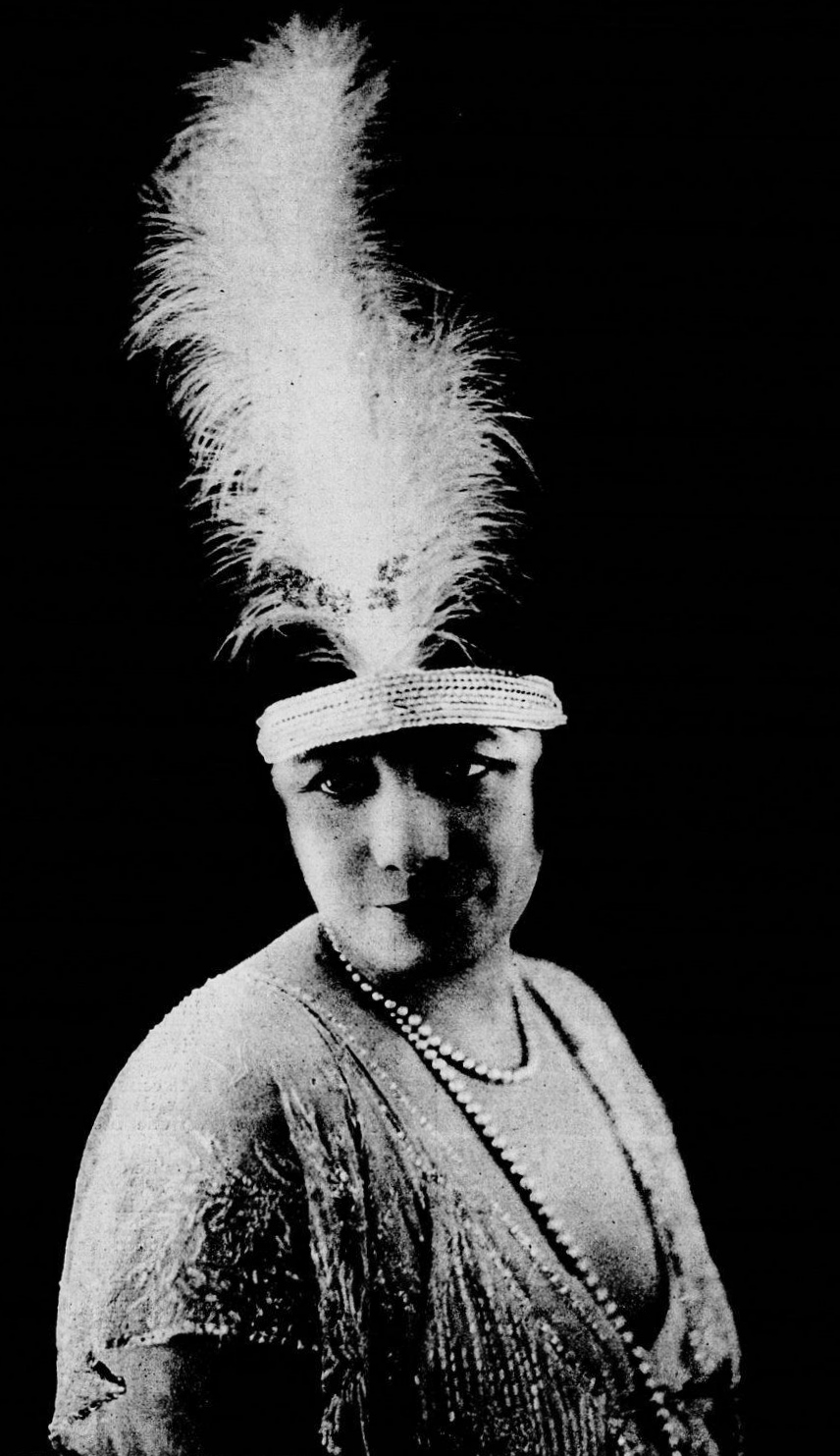
Cora Laparcerie el 1921 quan triomfava amb Zaza al Théâtre de la Renaissance
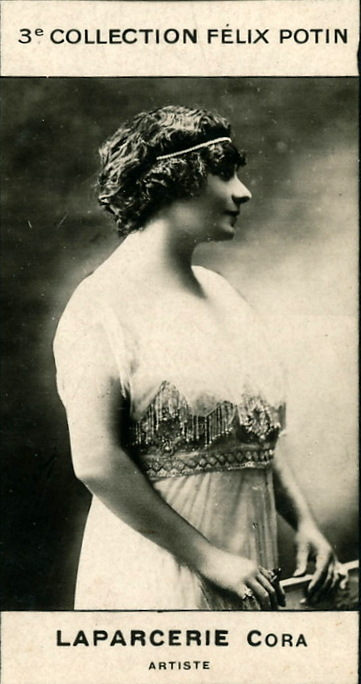
Cora Laparcerie (1922)
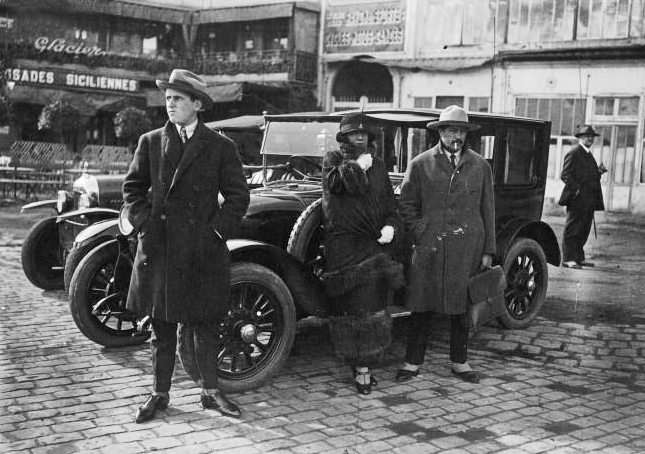
Cora Laparcerie i els seus fills el 1923
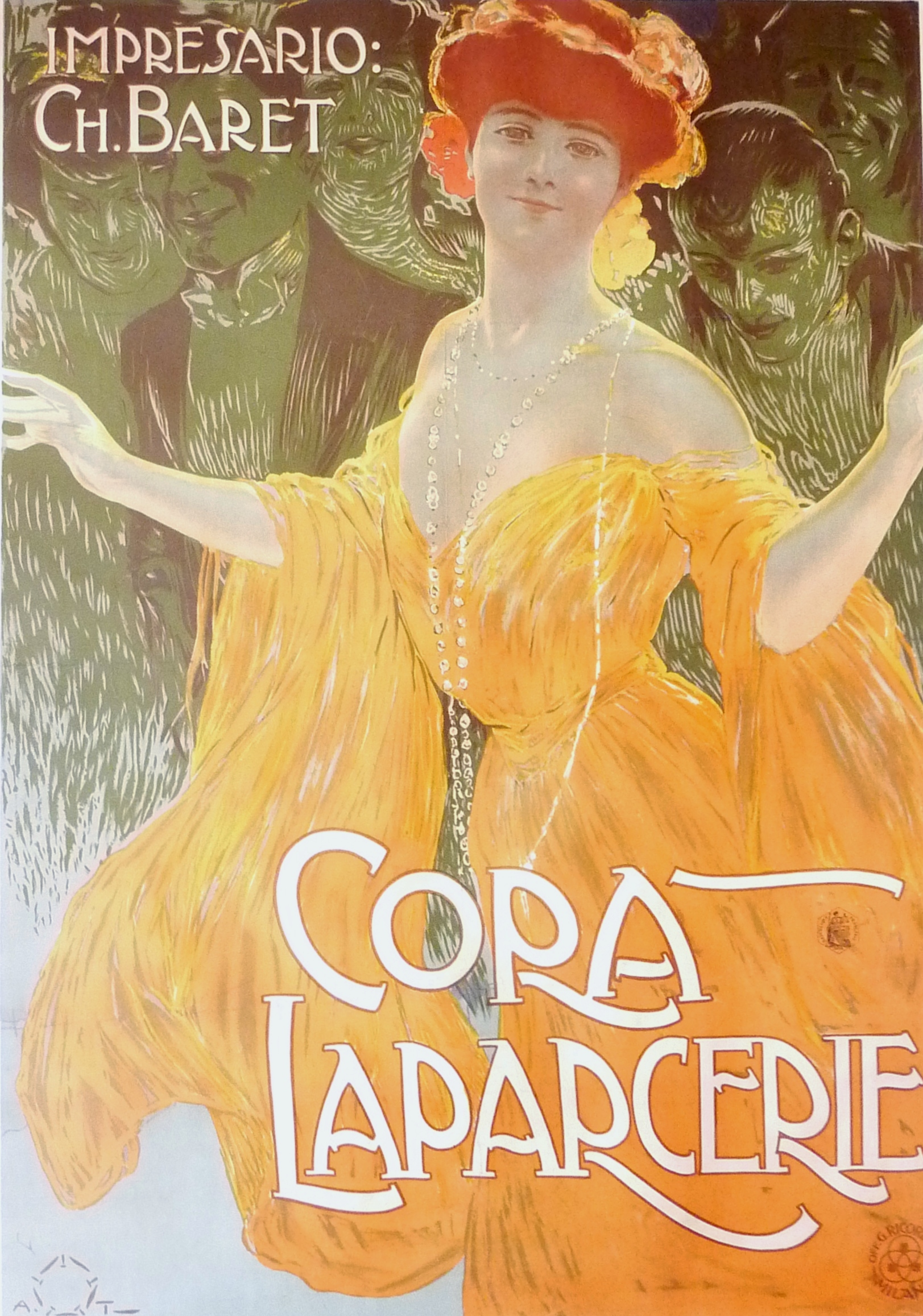
Cartell representant l'actriu Cora Laparcerie
- Mon cœur est un violon